# Division 1 (Frankreich) 2007/08
Die Saison 2007/08 der Division 1, der zweithöchsten französischen Eishockeyspielklasse wurde von den Bisons de Neuilly-sur-Marne gewonnen, die dadurch in die Ligue Magnus aufstiegen. Die Anges du Vésinet stiegen in die Division 2 ab.

## Modus
In der Hauptrunde absolvierten die 14 Mannschaften jeweils 26 Spiele. Die acht bestplatzierten Mannschaften qualifizierten sich für die Playoffs, in denen der Zweitligameister ausgespielt wurde. Der Letztplatzierte der Hauptrunde stieg direkt in die Division 2 ab. Für einen Sieg erhielt jede Mannschaft zwei Punkte, bei einem Unentschieden gab es einen Punkt und bei einer Niederlage null Punkte.

## Hauptrunde

### Tabelle
|     | Mannschaft                  | Sp. | S  | U | N  | Punkte | T   | GT  |
| --- | --------------------------- | --- | -- | - | -- | ------ | --- | --- |
| 1.  | Rapaces de Gap              | 26  | 24 | 1 | 1  | 49     | 142 | 60  |
| 2.  | Bisons de Neuilly-sur-Marne | 26  | 22 | 0 | 4  | 44     | 182 | 98  |
| 3.  | Vipers de Montpellier       | 26  | 17 | 3 | 6  | 37     | 122 | 69  |
| 4.  | Boxers de Bordeaux          | 26  | 14 | 4 | 8  | 32     | 129 | 93  |
| 5.  | Castors d’Avignon           | 26  | 14 | 2 | 10 | 30     | 96  | 88  |
| 6.  | Coqs de Courbevoie          | 26  | 13 | 0 | 13 | 26     | 108 | 109 |
| 7.  | Galaxians d’Amnéville       | 26  | 12 | 2 | 12 | 26     | 98  | 110 |
| 8.  | Lynx de Valence             | 26  | 10 | 4 | 12 | 24     | 92  | 97  |
| 9.  | Chevaliers du Lac d’Annecy  | 26  | 10 | 3 | 13 | 23     | 93  | 119 |
| 10. | Jokers de Cergy-Pontoise    | 26  | 10 | 2 | 14 | 22     | 101 | 129 |
| 11. | Chiefs de Garges            | 26  | 9  | 2 | 15 | 20     | 127 | 146 |
| 12. | Jets de Viry-Châtillon      | 26  | 7  | 0 | 19 | 14     | 85  | 105 |
| 13. | Phénix de Reims             | 26  | 5  | 4 | 17 | 13     | 71  | 123 |
| 14. | Anges du Vésinet            | 26  | 1  | 1 | 24 | 3      | 68  | 168 |

## Playoffs

### Halbfinale
- Vipers de Montpellier – Bisons de Neuilly-sur-Marne 5:4/5:8
- Boxers de Bordeaux – Rapaces de Gap 3:4/3:6

### Finale
- Bisons de Neuilly-sur-Marne – Rapaces de Gap 4:2/4:5